# Мухночва
Мухночва (енгл. Muhnochwa) је назив за мистериозни објекат који се појављивао у градовима Мирзапур-Виндхјачал, Чандаули, и Варанаси у Индији у лето 2002..

## Опис
Становници градова у којима се појављивао га описују као летећи објекат који ствара зраке црвене, плаве и зелене боје.Наводно и напада људе тако што их опече или огребе.Постоје многи људи који имају огреботине јер их је наводно напао Мухночва.

## Полиција
Овај случај је почела истраживати и полиција.Они су утврдили да осим изјава жртава нема конкретних доказа да је то нешто натприродно.

## Мишљене научника
Док неки научници тврде да би то могао бити сокол, други тврде да би могао бити мачка, гумена лутка или авион на даљинско управљање.Могуће је да су то били скакавци који су те године били бројни у тим селима.Неки верују да би то могао бити и НЛО.